# Dunavarsány
Dunavarsány – miasto na Węgrzech, w komitacie Pest, w powiecie Ráckeve.

## Miasta partnerskie
- Gemmingen
- Slavec
- Csetfalva (Четфалва - Czetfalwa)